# Gerardo Ameli
Gerardo Pablo Ameli (ur. 18 września 1970 w Rosario) – argentyński trener piłkarski pochodzenia włoskiego, od 2024 roku prowadzi peruwiańską Alianzę Atlético.
Jego brat Horacio Ameli był piłkarzem.